# Episodi de La piccola moschea nella prateria (terza stagione)
La terza stagione è andata in onda in Canada su CBC Television dal 1º ottobre 2008 al 31 marzo 2009.
In Italia il primo episodio è stato trasmesso in prima tv su Rai 1 il 2 settembre 2012. La serie è poi stata sospesa, ed è ripresa su Rai Premium dal 21 dicembre 2012 al 3 gennaio 2013.
| nº | Titolo originale                           | Titolo italiano                                  | Prima TV Canada  | Prima TV Italia  |
| -- | ------------------------------------------ | ------------------------------------------------ | ---------------- | ---------------- |
| 1  | Amaar at the Bat                           | Amaar alla battuta                               | 1º ottobre 2008  | 2 settembre 2012 |
| 2  | Lord of the Ring                           | Il signore dell'anello                           | 8 ottobre 2008   | 21 dicembre 2012 |
| 3  | A Funny Thing Happened on the Way to Mercy | È successa una cosa buffa sulla strada per Mercy | 15 ottobre 2008  | 24 dicembre 2012 |
| 4  | The Ties that Blind                        | I legami che accecano                            | 22 ottobre 2007  | 24 dicembre 2012 |
| 5  | Rules R Rules                              | Le regole sono regole                            | 29 ottobre 2008  | 25 dicembre 2012 |
| 6  | Let Prairie Dogs Lie                       | Lasciate in pace i cani della prateria           | 5 novembre 2008  | 25 dicembre 2012 |
| 7  | Sweet Sixteen                              | Dolci sedici anni                                | 19 novembre 2008 | 26 dicembre 2012 |
| 8  | Mercy Dot Com                              | Chiedi al tuo Imam                               | 26 novembre 2008 | 26 dicembre 2012 |
| 9  | A Hard Day's Fight                         | Una lite lunga un giorno                         | 3 dicembre 2008  | 27 dicembre 2012 |
| 10 | Baber is from Mars, Vegans are from Venus  | Baber viene da Marte, i Vegani da Vega           | 5 gennaio 2009   | 27 dicembre 2012 |
| 11 | True Bromance                              | Vero romanticismo fraterno                       | 12 gennaio 2009  | 28 dicembre 2012 |
| 12 | Double Troubles                            | Doppio guaio                                     | 19 gennaio 2009  | 28 dicembre 2012 |
| 13 | The Week of Dying Dangerously              | Prima che sia troppo tardi                       | 26 gennaio 2009  | 31 dicembre 2012 |
| 14 | Raised Expectations                        | Lo sciopero dell'Imam                            | 9 febbraio 2009  | 31 dicembre 2012 |
| 15 | Colour Me Excited                          | I colori dell'arcobaleno                         | 16 febbraio 2009 | 1º gennaio 2013  |
| 16 | Recipe for Disaster                        | A scuola di matrimonio                           | 23 febbraio 2009 | 1º gennaio 2013  |
| 17 | My Shariah                                 | Il regalo di matrimonio                          | 2 marzo 2009     | 2 gennaio 2013   |
| 18 | Baber Makes an Entrance                    | La porta di servizio                             | 9 marzo 2009     | 2 gennaio 2013   |
| 19 | Meet the Jaffers                           | Arrivano i Jaffer                                | 16 marzo 2009    | 3 gennaio 2013   |
| 20 | Can I Get a Witness?                       | Un sogno infranto                                | 23 marzo 2009    | 3 gennaio 2013   |